# Dorcus furusui
Dorcus furusui es una especie de coleóptero de la familia Lucanidae.

## Distribución geográfica
Habita en las islas Obi (Indonesia).